# 경상북도교육청문화원
경상북도교육청문화원은 경상북도 포항시 북구 환호로50에 있는 경상북도교육청 산하 직속기관이다.

## 연혁
- 2005. 04. 11. 경상북도교육위원회 건립 계획안 보고
- 2006. 01. 10. 경상북도학생문화회관 건립 협약 체결(포항시)
- 2007. 12. 26. 경상북도학생문화회관 건축 기공식
- 2009. 03. 12. 경상북도학생문화회관 행정기구설치조례 공포
- 2009. 05. 14. 경상북도학생문화회관 행정기구설치조례 시행규칙 공포
- 2010. 01. 01. 초대 이승태 관장 부임
- 2010. 01. 07. 경상북도교육청 직속기관 및 지역교육청 소속기관 이용 등에 관한 조례 공포
- 2010. 01. 21. 경상북도학생문화회관 건축 준공
- 2010. 02. 22. 경상북도교육청 직속기관 및 지역교육청 소속기관 이용 등에 관한 조례 시행규칙 공포
- 2010. 03. 16. 경상북도학생문화회관 개관
- 2011. 01. 01. 2부체제 승격(2과 → 2부 1과)
- 2011. 03. 23. 독도교육체험관 개관
- 2012. 03. 01. 2대 박양하 관장 부임
- 2013. 03. 01. 3대 한승열 관장 부임
- 2015. 03. 01. 4대 박병길 관장 부임
- 2017. 03. 01. 5대 김명숙 관장 부임
- 2018. 01. 01. "경상북도학생문화회관"에서 "경상북도교육청문화원"으로 기관명칭 변경, 조직개편 (2부 1과 3담당 -> 2부 2담당)
- 2018. 09. 01. 6대 추미애 원장 부임